# Sarmizegetusa (Hunedoara)
Pour la cité antique, voir Sarmizegetusa.
Sarmizegetusa (auparavant Grădiștea, en hongrois Várhely) est un village du județ de Hunedoara en Roumanie, situé à 17 km au sud-ouest de Hațeg. 
C'est l'ancienne Ulpia Traiana Sarmizegetusa bâtie par les romains après la prise de la capitale dace Sarmizegetusa, éloignée de 43 km à l'est. Son site est proche de celui des trois batailles de Tapae qui se deroulèrent dans le secteur des "Portes de Fer", localisé sur la commune de Baŭțar (20 km à l'ouest).
Le changement de nom est intervenu en 1941 sous le régime du maréchal Antonescu.